# Notes (album)
Notes – trzeci album studyjny polskiego rapera Tede. Wydawnictwo ukazało się 6 maja 2004 roku nakładem wytwórni muzycznej Wielkie Joł. Produkcji nagrań podjęli się O.S.T.R., O$ka, Magiera, Matheo, Wini, Sushi, Rx, Bert, Mikser oraz Tede. Gościnnie w nagraniach wzięli udział Kołcz, WSZ, CNE, Kiełbasa, Osa oraz Numer Raz. Wymieniona jako gość na płycie – piosenkarka Zdzisława Sośnicka w istocie nie brała udziału w nagraniach. Partie wokalne Sośnickiej w utworze „Jak żyć?” zostały zaczerpnięte z piosenki „Ludzie mówią” (Zdzisława Sośnicka, 1974).
Nagrania dotarły do 7. miejsca listy OLiS. Płyta była promowana teledyskami do utworów „Klaszcz” i „Jak żyć?”. W drugiej z piosenek w rolę Zdzisławy Sośnickiej wcielił się sobowtór. Wideoklip do piosenki „Klaszcz” przyniósł raperowi nominację do nagrody Festiwalu Polskich Wideoklipów Yach Film w kategorii „Kreacja aktorska wykonawcy utworu muzycznego”.
W 2004 roku album uzyskał nominację do nagrody polskiego przemysłu fonograficznego Fryderyka w kategorii „Album roku hip-hop / R&B”.
Remiks utworu „T.D.F.” został wykorzystany w komedii Francuski numer (2006) w reżyserii Roberta Wichrowskiego, w którym niewielką rolę zagrał Tede. Do piosenki zrealizowany został również teledysk w którym zostały wykorzystane fragmenty filmu. Piosenka trafiła ponadto na płytę ze ścieżką dźwiękową z filmu.

## Lista utworów
Opracowano na podstawie materiału źródłowego.
| #  | Tytuł                            | Czas | Gościnnie                             | Producent |
| -- | -------------------------------- | ---- | ------------------------------------- | --------- |
| 1  | „Ja, mój walkman i mój notes”[A] | 4:42 |                                       | O.S.T.R.  |
| 2  | „T.D.F.”                         | 3:57 |                                       | Sushi     |
| 3  | „Jak żyć?”[B]                    | 3:51 | Zdzisława Sośnicka                    | Tede      |
| 4  | „Zazdrość II”                    | 3:56 |                                       | Rx        |
| 5  | „Sukcez”                         | 3:46 |                                       | O$ka      |
| 6  | „Robię rap”[C]                   | 3:59 |                                       | Magiera   |
| 7  | „Wiem, wiem”                     | 3:24 | Kołcz                                 | Tede      |
| 8  | „Obłęd”                          | 3:35 |                                       | Bert      |
| 9  | „Klaszcz! (Tedunio wieeesz)”     | 3:10 | Maluta                                | Wini      |
| 10 | „Zajawka kipi”                   | 4:09 | CNE                                   | Mikser    |
| 11 | „Harlekin (EEE-OOO)”             | 4:00 |                                       | Magiera   |
| 12 | „MercBezel S600”                 | 3:47 | Kołcz, Kiełbasa, Osa                  | Matheo    |
| 13 | „Abonent”                        | 5:00 | Numer Raz                             | Tede      |
| 14 | „Kochanie”                       | 4:02 |                                       | O$ka      |
| 15 | „Ekipa Wielkie Joł”              | 3:42 | Kiełbasa, Kołcz, Numer Raz, WSZ & CNE | Tede      |

Notatki
- A^ W utworze wykorzystano sample z piosenki „This Is for the Lover in You” w wykonaniu zespołu Shalamar[2].
- B^ W utworze wykorzystano sample z piosenki „Ludzie mówią” w wykonaniu Zdzisławy Sośnickiej[2].
- C^ W utworze wykorzystano sample z piosenki „Black Dog” w wykonaniu Babe Ruth[2].